# Relations entre l'Allemagne et la Géorgie
Les relations entre la Géorgie et l'Allemagne font référence aux relations diplomatiques, économiques et culturelles entre la Géorgie et l'Allemagne, qui remontent à plusieurs siècles. L'Allemagne a fait pression pour l'indépendance de la Première République géorgienne après la Première Guerre mondiale et a été l'un des premiers pays à reconnaître l'État nouvellement formé en 1918. Les relations bilatérales ont été interrompues en raison de l'incorporation forcée de la Géorgie dans l'Union soviétique en 1922, mais ont été rétablies le 13 avril 1992 après la dissolution de l'URSS. La Géorgie a une ambassade à Berlin et l'Allemagne a une ambassade à Tbilissi.

## Allemands en Géorgie
En 1815, alors qu'il participe au Congrès de Vienne, l'empereur russe Alexandre Ier visite Stuttgart, une ville du royaume natal de sa mère, le Wurtemberg. Après avoir été témoin de l'oppression des paysans locaux en raison de leur foi non luthérienne ou en raison de leur participation à des mouvements séparatistes, l'empereur organise leur installation dans la banlieue de Tiflis, la capitale historique de la Géorgie, dans le but de former des colonies agricoles. Le 21 septembre 1818, la première colonie allemande de Marienfeld, aujourd'hui Tbilissi, est établie par un groupe d'Allemands souabes. Deux mois plus tard, un autre groupe de colons fonde une colonie sur la rive de la rivière Asureti et la nomme Elisabethtal, du nom de l'épouse de l'empereur Elisabeth Alexeievna. Au cours de l'année suivante, cinq autres colonies sont établies: New Tiflis et Alexandersdorf (toutes deux faisant partie de Tbilissi), Petersdorf (maintenant partie de Sartichala (en)) et Katharinenfeld (aujourd'hui Bolnissi). Trois autres colonies sont fondées en Abkhazie: Neudorf, Gnadenberg et Lindau.
De 1906 à 1922, Kurt von Kutschenbach publie le journal de langue allemande Kaukasische Post, qui se dit "seul journal allemand du Caucase". Le rédacteur en chef est l'écrivain et journaliste Arthur Leist.

## Première République

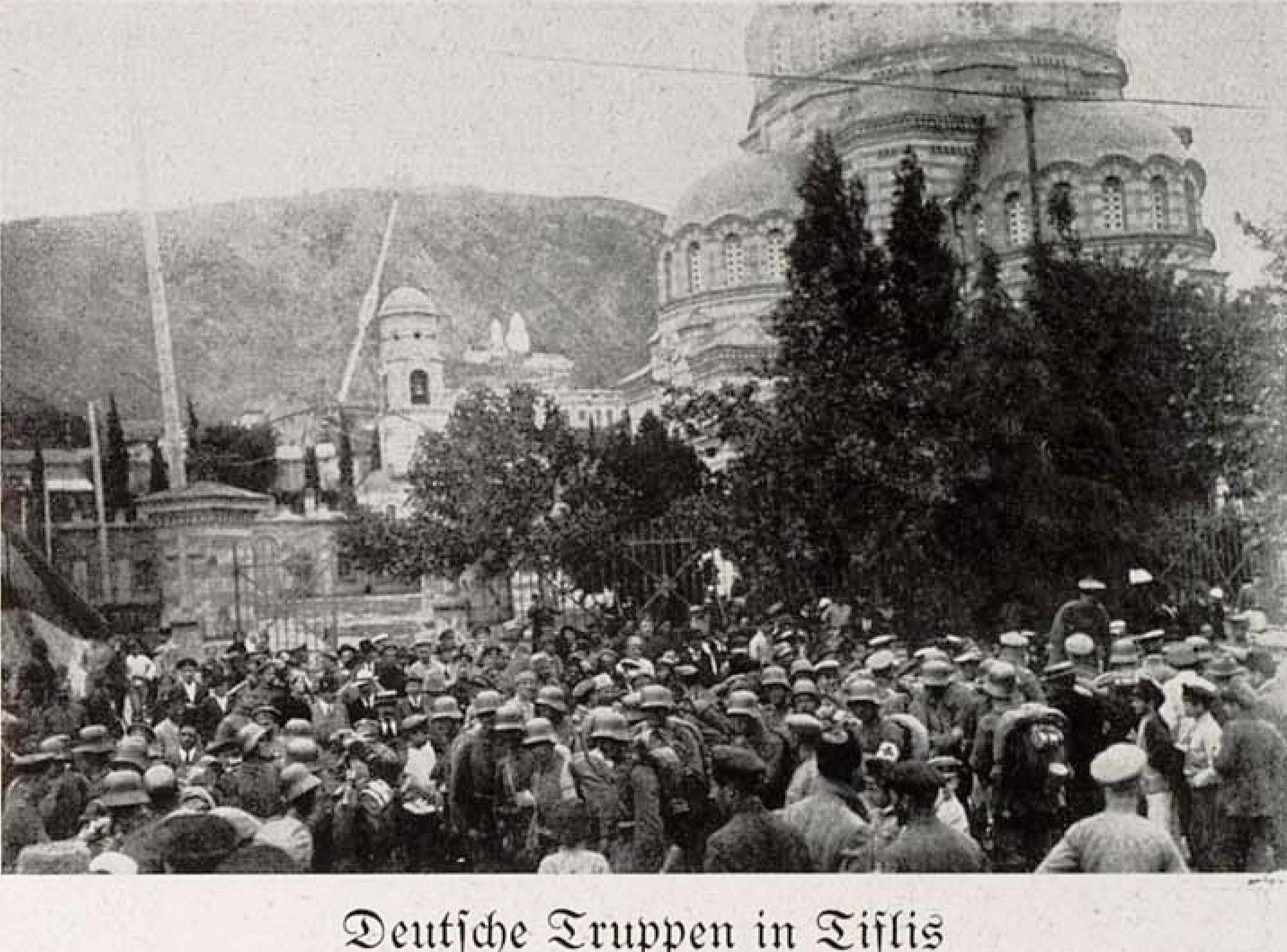
Les troupes allemandes à Tbilissi en 1918

Lorsque la Géorgie accède à l'indépendance en 1918, la situation géopolitique du pays est compliquée. Pour maintenir sa souveraineté naissante et tenir à distance la Russie et la Turquie, la Géorgie devient un protectorat de l'Empire allemand, qui envoie un contingent de troupes sous le commandement du général Friedrich Freiherr Kress von Kressenstein.
L'implication allemande est de courte durée mais efficace, Berlin fait pression sur la Turquie pour qu'elle respecte les frontières ethniques de la Géorgie et, en juillet 1918, la Turquie cédé tous les ports et chemins de fer géorgiens qu'elle contrôlait jusque-là. L'Allemagne prête également des millions de marks allemands à la nouvelle république. Malgré les relations cordiales germano-géorgiennes, l'Allemagne doit se retirer du pays peu de temps après sa perte pendant la Première Guerre mondiale. Sa place est prise par le Royaume-Uni.

## Période soviétique
Dans les années 1940, les Allemands vivent dans plus de 20 villes de Géorgie et sont plus de 24 000. À la suite de la politique anti-allemande du gouvernement soviétique pendant la Seconde Guerre mondiale, d'octobre 1941 à avril 1942, la plupart des Allemands de Géorgie, au total 19 186 personnes, sont expulsés de la république par les autorités soviétiques.

## Diplomatie
| Géorgie - Berlin (Ambassade) | Allemagne - Tbilisi (Ambassade) |